# Happy Sad
Albums de Tim Buckley
Goodbye and Hello
(1967) Blue Afternoon
(1969)
Happy Sad est le troisième album du chanteur et auteur-compositeur Tim Buckley. Sorti en 1969, il a été enregistré chez Elektra Sound Recorders à Los Angeles en Californie et a été produit par Zal Yanovsky.

## L'album
Il atteint la 81e place du Billboard 200 et fait partie des 1001 albums qu'il faut avoir écoutés dans sa vie.

### Titres
Tous les titres sont de Tim Buckley.
1. Strange Feelin' (7:40)
2. Buzzin' Fly (6:04)
3. Love from Room 109 at the Islander (On Pacific Coast Highway) (10:49)
4. Dream Letter (5:12)
5. Gypsy Woman (12:19)
6. Sing a Song for You (2:39)

### Musiciens
- Tim Buckley : guitare, voix, guitare à douze cordes
- Lee Underwood : guitare, claviers
- John Miller : contrebasse
- Carter Collins : congas
- David Friedman : percussions, marimba, vibraphone